# Tumore di Warthin
Il tumore di Warthin è un cistoadenoma papillare linfomatoso della ghiandola parotide. Insorge infatti quasi sempre nella ghiandola parotide.
È detto anche tumore di Albrecht-Artz-Warthin, dai nomi degli scienziati Heinrich Albrecht, Leopold Arzt, Aldred Scott Warthin.
Dei tumori che coinvolgono le ghiandole salivari circa il 70% colpisce la parotide: il 70-90% è benigno, di questi il più frequente è l'adenoma pleomorfo, mentre il tumore di Warthin si trova al secondo posto ed è quasi esclusivo della parotide. Rappresenta dal 6 al 10% dei tumori parotidei.
Nel 5-14% dei casi è bilaterale; nel 12-20% è multicentrico. Vi è una leggera predominanza maschile e sono colpiti più spesso sesto e settimo decennio di vita. Il rischio aumenta nei fumatori di otto volte rispetto ai non fumatori.

## Origine
Occasionalmente si possono riscontrare tracce di ghiandole salivari all'interno di linfonodi cervicali: probabilmente questi tumori originano da tessuto linfoide, incorporato nella parotide, contenente residui embrionali.

## Anatomia patologica
Spesso si presenta come una tumefazione indolore. È una massa rotonda o ovale, capsulata, delle dimensioni di alcuni centimetri, ed è costituito da cisti ricoperte da un duplice strato di epiteliociti immersi in uno stroma linfoide assai denso, talora ricco di centri germinativi. All'interno delle cisti, gli elementi linfoepiteliali descritti possono aggettare come escrescenze polipoidi. Il secreto è sieroso o mucinoso. Le cellule epiteliali hanno aspetto oncocitico, dimostrandosi ricche in mitocondri, che impartiscono al citoplasma un aspetto granulare.

## Trattamenti
Il trattamento è chirurgico, mediante parotidectomia, in genere parziale, a seconda della sede e delle dimensioni del tumore. È un tumore benigno: non ha tendenza né a recidivare (tasso di recidiva sul 2% dopo exeresi) né a trasformarsi in tumore maligno.